# Formule 1 v roce 1987
Ve Formuli 1 v roce 1987 se uskutečnilo celkem 16 závodů Grand Prix. Mistrem světa se stal již potřetí Nelson Piquet s vozem Williams-Honda FW11B, Pohár konstruktérů získala opět stáj Williams.

## Pravidla
- V každém závodě bodovalo prvních šest jezdců podle klíče:
  - 1. 9 bodů
  - 2. 6 bodů
  - 3. 4 body
  - 4. 3 body
  - 5. 2 body
  - 6. 1 bod

## Velké ceny
| Datum               | Grand Prix                            | Náhled | Akce           | Jezdec                      | Vůz                       | Stav MS       |
| ------------------- | ------------------------------------- | ------ | -------------- | --------------------------- | ------------------------- | ------------- |
| 1. GP 12. duben     | Brazílie Jacarepaguá (Výsledky)       |        | Závod          | Alain Prost                 | McLaren-TAG Porsche MP4/3 | Alain Prost   |
| 1. GP 12. duben     | Brazílie Jacarepaguá (Výsledky)       | Kolo   | Nelson Piquet  | Williams-Honda FW11B        |                           | Alain Prost   |
| 1. GP 12. duben     | Brazílie Jacarepaguá (Výsledky)       | Pole   | Nigel Mansell  | Williams-Honda FW11B        |                           | Alain Prost   |
| 2. GP 3. květen     | San Marino Imola (Výsledky)           |        | Závod          | Nigel Mansell               | Lotus 98T                 | Nigel Mansell |
| 2. GP 3. květen     | San Marino Imola (Výsledky)           | Kolo   | Teo Fabi       | Benetton-Ford Cosworth B187 |                           | Nigel Mansell |
| 2. GP 3. květen     | San Marino Imola (Výsledky)           | Pole   | Ayrton Senna   | Lotus-Honda 99T             |                           | Nigel Mansell |
| 3. GP 17. květen    | Belgie Spa-Francorchamps (Výsledky)   |        | Závod          | Alain Prost                 | McLaren-TAG Porsche MP4/3 | Alain Prost   |
| 3. GP 17. květen    | Belgie Spa-Francorchamps (Výsledky)   | Kolo   | Alain Prost    | McLaren-TAG Porsche MP4/3   |                           | Alain Prost   |
| 3. GP 17. květen    | Belgie Spa-Francorchamps (Výsledky)   | Pole   | Nigel Mansell  | Williams-Honda FW11B        |                           | Alain Prost   |
| 4. GP 31. květen    | Monako Circuit de Monaco (Výsledky)   |        | Závod          | Ayrton Senna                | Lotus-Honda 99T           | Alain Prost   |
| 4. GP 31. květen    | Monako Circuit de Monaco (Výsledky)   | Kolo   | Ayrton Senna   | Lotus-Honda 99T             |                           | Alain Prost   |
| 4. GP 31. květen    | Monako Circuit de Monaco (Výsledky)   | Pole   | Nigel Mansell  | Williams-Honda FW11B        |                           | Alain Prost   |
| 5. GP 21. červen    | Detroit (Výsledky)                    |        | Závod          | Ayrton Senna                | Lotus-Honda 99T           | Ayrton Senna  |
| 5. GP 21. červen    | Detroit (Výsledky)                    | Kolo   | Ayrton Senna   | Lotus-Honda 99T             |                           | Ayrton Senna  |
| 5. GP 21. červen    | Detroit (Výsledky)                    | Pole   | Nigel Mansell  | Williams-Honda FW11B        |                           | Ayrton Senna  |
| 6. GP 5. červenec   | Francie Paul-Ricard (Výsledky)        |        | Závod          | Nigel Mansell               | Williams-Honda FW11B      | Ayrton Senna  |
| 6. GP 5. červenec   | Francie Paul-Ricard (Výsledky)        | Kolo   | Ayrton Senna   | Lotus-Honda 99T             |                           | Ayrton Senna  |
| 6. GP 5. červenec   | Francie Paul-Ricard (Výsledky)        | Pole   | Nigel Mansell  | Williams-Honda FW11B        |                           | Ayrton Senna  |
| 7. GP 12. červenec  | Velká Británie Silverstone (Výsledky) |        | Závod          | Nigel Mansell               | Williams-Honda FW11B      | Ayrton Senna  |
| 7. GP 12. červenec  | Velká Británie Silverstone (Výsledky) | Kolo   | Nigel Mansell  | Williams-Honda FW11B        |                           | Ayrton Senna  |
| 7. GP 12. červenec  | Velká Británie Silverstone (Výsledky) | Pole   | Nelson Piquet  | Williams-Honda FW11B        |                           | Ayrton Senna  |
| 8. GP 26. červenec  | Německo Hockenheimring (Výsledky)     |        | Závod          | Nigel Mansell               | Williams-Honda FW11B      | Nelson Piquet |
| 8. GP 26. červenec  | Německo Hockenheimring (Výsledky)     | Kolo   | Nigel Mansell  | Williams-Honda FW11B        |                           | Nelson Piquet |
| 8. GP 26. červenec  | Německo Hockenheimring (Výsledky)     | Pole   | Ayrton Senna   | Lotus-Honda 99T             |                           | Nelson Piquet |
| 9. GP 9. srpen      | Maďarsko Hungaroring (Výsledky)       |        | Závod          | Nelson Piquet               | Williams-Honda FW11B      | Nelson Piquet |
| 9. GP 9. srpen      | Maďarsko Hungaroring (Výsledky)       | Kolo   | Nelson Piquet  | Williams-Honda FW11B        |                           | Nelson Piquet |
| 9. GP 9. srpen      | Maďarsko Hungaroring (Výsledky)       | Pole   | Nigel Mansell  | Williams-Honda FW11B        |                           | Nelson Piquet |
| 10. GP 16. srpen    | Rakousko Osterreichring (Výsledky)    |        | Závod          | Nigel Mansell               | Williams-Honda FW11B      | Nelson Piquet |
| 10. GP 16. srpen    | Rakousko Osterreichring (Výsledky)    | Kolo   | Nigel Mansell  | Williams-Honda FW11B        |                           | Nelson Piquet |
| 10. GP 16. srpen    | Rakousko Osterreichring (Výsledky)    | Pole   | Nelson Piquet  | Williams-Honda FW11B        |                           | Nelson Piquet |
| 11. GP 6. září      | Itálie Monza (Výsledky)               |        | Závod          | Nelson Piquet               | Williams-Honda FW11B      | Nelson Piquet |
| 11. GP 6. září      | Itálie Monza (Výsledky)               | Kolo   | Ayrton Senna   | Lotus-Honda 99T             |                           | Nelson Piquet |
| 11. GP 6. září      | Itálie Monza (Výsledky)               | Pole   | Nelson Piquet  | Williams-Honda FW11B        |                           | Nelson Piquet |
| 12. GP 20. září     | Portugalsko Estoril (Výsledky)        |        | Závod          | Alain Prost                 | McLaren-TAG Porsche MP4/3 | Nelson Piquet |
| 12. GP 20. září     | Portugalsko Estoril (Výsledky)        | Kolo   | Gerhard Berger | Ferrari F1/87               |                           | Nelson Piquet |
| 12. GP 20. září     | Portugalsko Estoril (Výsledky)        | Pole   | Gerhard Berger | Ferrari F1/87               |                           | Nelson Piquet |
| 13. GP 27. září     | Španělsko Jerez (Výsledky)            |        | Závod          | Nigel Mansell               | Williams-Honda FW11B      | Nelson Piquet |
| 13. GP 27. září     | Španělsko Jerez (Výsledky)            | Kolo   | Gerhard Berger | Ferrari F1/87               |                           | Nelson Piquet |
| 13. GP 27. září     | Španělsko Jerez (Výsledky)            | Pole   | Nelson Piquet  | Williams-Honda FW11B        |                           | Nelson Piquet |
| 14. GP 18. říjen    | Mexiko Hermanos Rodríguez (Výsledky)  |        | Závod          | Nigel Mansell               | Williams-Honda FW11B      | Nelson Piquet |
| 14. GP 18. říjen    | Mexiko Hermanos Rodríguez (Výsledky)  | Kolo   | Nelson Piquet  | Williams-Honda FW11B        |                           | Nelson Piquet |
| 14. GP 18. říjen    | Mexiko Hermanos Rodríguez (Výsledky)  | Pole   | Nigel Mansell  | Lotus 98T                   |                           | Nelson Piquet |
| 15. GP 1. listopad  | Japonsko Suzuka (Výsledky)            |        | Závod          | Gerhard Berger              | Ferrari F1/87             | Nelson Piquet |
| 15. GP 1. listopad  | Japonsko Suzuka (Výsledky)            | Kolo   | Alain Prost    | McLaren-TAG Porsche MP4/3   |                           | Nelson Piquet |
| 15. GP 1. listopad  | Japonsko Suzuka (Výsledky)            | Pole   | Gerhard Berger | Ferrari F1/87               |                           | Nelson Piquet |
| 16. GP 15. listopad | Austrálie Adelaide (Výsledky)         |        | Závod          | Gerhard Berger              | Ferrari F1/87             | Nelson Piquet |
| 16. GP 15. listopad | Austrálie Adelaide (Výsledky)         | Kolo   | Gerhard Berger | Ferrari F1/87               |                           | Nelson Piquet |
| 16. GP 15. listopad | Austrálie Adelaide (Výsledky)         | Pole   | Gerhard Berger | Ferrari F1/87               |                           | Nelson Piquet |